# Villagers of Ioannina City
Villagers of Ioannina City (també conegut com a VIC) és un grup de rock experimental grec de Ioannina, format el 2007 i que va publicar el seu primer àlbum el 2014, titulat "Riza ". El seu so és una combinació de stoner i rock psicodèlic amb música epirotiana tradicional.

## Biografia
The Villagers of Ioannina City està format pel guitarrista i cantant Alexis Karametis, el baixista Akis Zois, el teclista Achillea Radis, el bateria Ari Yiannopoulos i Konstantinos Pistiolis als instruments de vent i cors.
A partir de l'⁣any 2009 s'ha inclòs en el seu so el clarinet, peça clau i instrument solista de la banda. L'any 2010 van començar a gravar el seu primer disc, juntament amb les seves contínues gires per Grècia. El maig de 2013 van tocar en directe a Trikala, Larissa, Ioannina, Kavala, Agrinio i Atenes, mentre que el setembre del mateix any van fer tres espectacles a Albània.
El seu primer àlbum titulat "Riza" va ser llançat el 3 d'abril de 2014, amb un nombre de 500 còpies en format de disc vinil i altres 500 en format CD. Per promocionar el disc, van fer concerts a Tessalònica, Larissa, Volos, Trikala, Patras i Atenes, mentre van participar en el festival Way Of West de Drepano, al festival Antiracist d'⁣Atenes, al Rockwave Festival de Malakasa, etcètera.
El 13 de novembre de 2014 es va publicar l'EP "Zvara/Karakolia" en format digital. Els dos temes de l'EP es van gravar a Tessalònica i el segon tema va comptar amb Kostas Papapanagiotou al bouzouki, Giorgos Rigas al baglama i Evripidis Dinalexis al joura. "Zvara" són els títols d'obertura i tancament del programa de televisió "Wild Greece", que s'emet per ERT3.
El setembre de 2019, es va publicar el seu àlbum conceptual titulat "Age of Aquarius".

## Membres
- Alex - guitarra, veu
- Akis - baix
- Mart - tambors
- Konstantis - clarinet, kaval, veu
- Kostas - gaites, vents

## Discografia

### Àlbums d'estudi
- Riza (2014)
- Age of Aquarius (2019)

### EP
- Zvara/Karakolia (2014)

### Maqueta
- Promo 2010 (2010)